# Бърнишево
Бърнишево (на сръбски: Брнишево) е село в Сърбия, разположено в община Тутин, Рашки окръг. Населението му според преброяването през 2011 г. е 37 души. При преброяването на населението през 2002 г. има 88 жители, от тях 88 (100,00 %) бошняци.

## Население
Численост на населението според преброяванията през годините:
- 1948 – 148 души
- 1953 – 159 души
- 1961 – 165 души
- 1971 – 171 души
- 1981 – 176 души
- 1991 – 143 души
- 2002 – 88 души
- 2011 – 37 души